# Lansberg (cráter)

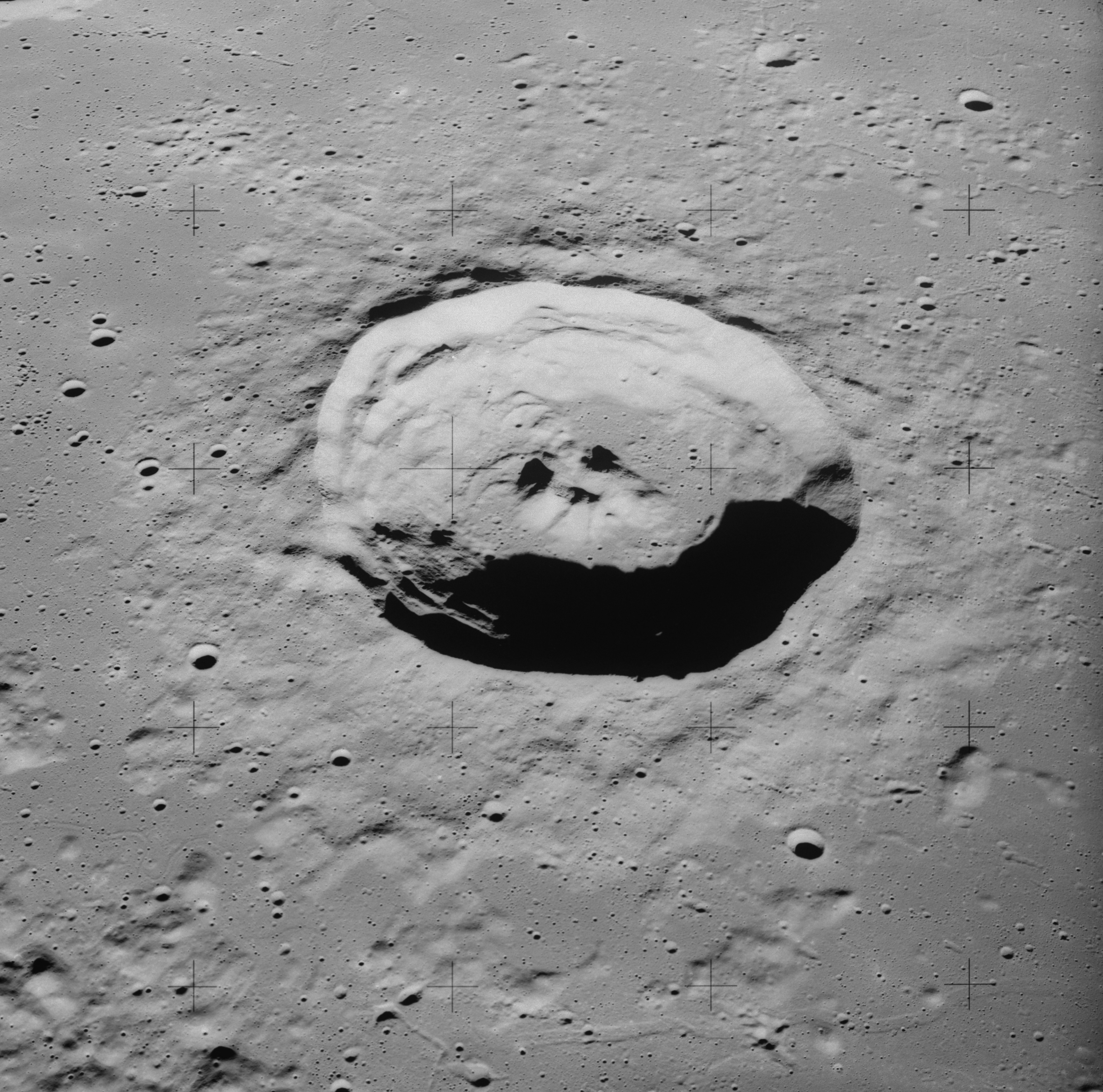
Fotografía de la misión Apolo 14

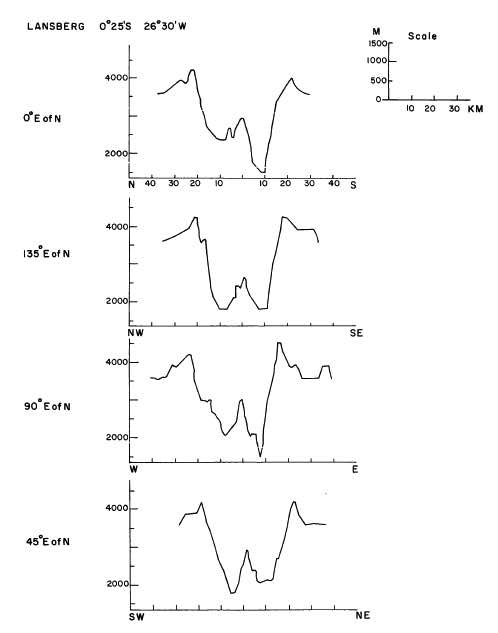
Perfiles transversales del cráter

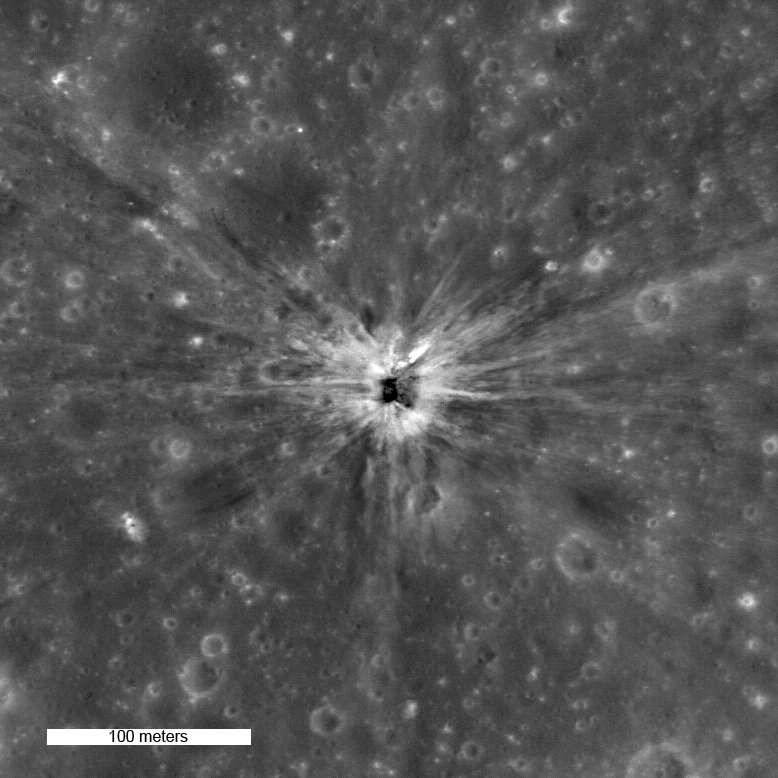
Cráter de 30 m de diámetro en las cercanías del lado este de Lansberg B, provocado el 14 de abril de 1970 por la caída de la tercera etapa del cohete Saturno V del Apolo 13. Foto: LRO

Lansberg es un cráter de impacto lunar situado en el Mare Insularum. Se puede localizar siguiendo una línea desde el sursudoeste de Copernicus hacia Reinhold, que prolongada una distancia similar hacia el suroeste lleva hasta Lansberg.
El cráter tiene un borde alto y un pico central. Presenta terrazas en las paredes internas y el desprendimiento de las partes superiores ha generado un borde afilado. Esta formación no aparece notablemente erosionada, y no presenta cráteres de impacto significativos en su interior.
|  |

El cráter se escribe correctamente "Lansberg", pero a veces se puede ver escrito como "Landsberg" en su lugar.
Aproximadamente 64 km al sureste de Lansberg se halla el lugar de aterrizaje de la sonda Luna 5 y otros 60 km en la misma dirección se localiza el lugar de aterrizaje del Surveyor 3 y del Apolo 12.

## Cráteres satélite
Por convención estos elementos son identificados en los mapas lunares poniendo la letra en el lado del punto medio del cráter que está más cercano a Lansberg.
| Lansberg | Coordenadas                  | Diámetro |
| -------- | ---------------------------- | -------- |
| A        | 0°12′N 31°06′O / 0.2, -31.1  | 9 km     |
| B        | 2°30′S 28°06′O / -2.5, -28.1 | 9 km     |
| C        | 1°30′S 29°12′O / -1.5, -29.2 | 17 km    |
| D        | 3°00′S 30°36′O / -3.0, -30.6 | 11 km    |
| E        | 1°48′S 30°18′O / -1.8, -30.3 | 6 km     |
| F        | 2°12′S 30°42′O / -2.2, -30.7 | 9 km     |
| G        | 0°36′S 29°24′O / -0.6, -29.4 | 10 km    |
| L        | 3°30′S 26°24′O / -3.5, -26.4 | 5 km     |
| N        | 1°54′S 26°24′O / -1.9, -26.4 | 4 km     |
| P        | 2°18′S 23°00′O / -2.3, -23.0 | 2 km     |
| X        | 1°12′N 27°48′O / 1.2, -27.8  | 3 km     |
| Y        | 0°42′N 28°12′O / 0.7, -28.2  | 4 km     |

| Detalles de algunos cráteres satélite: - Imagen de la misión Lunar Orbiter 4 de Lansberg A - Imagen de la misión Lunar Orbiter 4 de Lansberg C (grande, abajo) y Lansberg G (arriba) - Vista oblicua de Lansberg B (abajo derecha), Lansberg D (arriba izquierda), y Lansberg F (arriba derecha) desde el Apolo 14 - Detalle de Lansberg B desde el Apolo 14 - Vista desde el Apolo 12 de Lansberg P, de 2 km de diámetro, y solo 23 km al noreste del lugar del aterrizaje del Apolo 12 |